# Гартман Віктор Олександрович

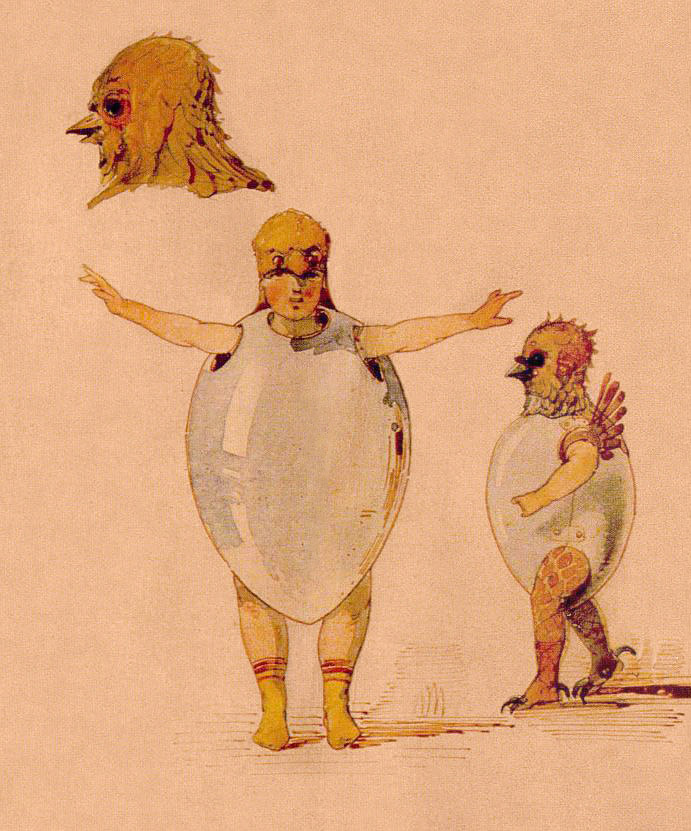
В. Гартман. Ескіз костюмів до балету «Трільбі»

Віктор Олександрович Гартман, рос. Виктор Александрович Гартман (23 квітня (5 травня) 1834, Санкт-Петербург — 23 червня (4 серпня) 1873, с. Киреєво під Москвою) — російський архітектор, художник й орнаментист, один з основоположників псевдоруського стилю в архітектурі.
Вчився в Петербурзькій академії мистецтв. Однією з найбільших його архітекторських робіт вважається пам'ятник Тисячоліття Росії, відкритий 1862 року у Великому Новгороді на честь 1000-ї річниці від призвання Рюрика до княжіння у Новгороді. У 1864—1868 роках здійснив подорож за кордон, під час якої зробив серію малюнків олівцем та аквареллю.
1870 року завдяки В. Стасову зблизився з композиторами «Могутньої купки», особливо М. П. Мусоргським. Помер у 39-річному віці від аневризми. Посмертна виставка робіт Гартмана 1874 року надихнула Мусоргського на створення однієї з найкращих своїх робіт — фортепіанного циклу «Картинки з виставки».